# 出光イーハトーブトライアル
出光イーハトーブトライアル（いでみつイーハトーブトライアル、英: IDEMITSU IHATOVE TRIAL）とは、1977年にスタートした日本のトライアル大会である。

## 概要
単独のトライアルイベント、ツーリングトライアルのイベントとしては歴史・参加者・大会規模において日本最大のトライアルイベントであり、開催回数は2018年時点で42回を数える。主催はテレビ岩手とイーハトーブトライアル大会運営実行団。冠協賛は出光興産。
なお、ホンダ・TL125イーハトーブの名称は本競技会に由来する。

## 競技クラス
参加者の技量やスケジュールに対応した、複数のクラスが設けられている。コースの各地に設けられたセクションには審判はおらず、基本的に3〜4名のグループを組んで出走し、グループ員のセクショントライ時には残りのグループ員がトライしている者の採点を行う相互採点方式を採用している。クラスの名前には、宮沢賢治の小説（楢ノ木大学士の野宿、グスコーブドリの伝記）に出てくる人物名や地名が用いられている。
| クラス名   | 対象者     | 日数  | 50cc車での参加 | ヘルパー随行 |
| ---------- | ---------- | ----- | -------------- | ------------ |
| クラシック | 中〜上級者 | 2日間 | 不可           | 不可         |
| ヒームカ   | 初〜中級者 | 2日間 | 不可           | 不可         |
| ブドリ     | 中級者     | 1日間 | 不可           | 不可         |
| ネリ       | 初級者     | 1日間 | 可             | 可           |

これ以外にもトライアルのいろはを教わりながらコースを回るレッスンツアーやトライアルスクールなど、トライアルは全くの初心者から上級者まで楽しめるさまざまなイベントが開催される。
以下は休止、廃止されたクラス。
| クラス名   | 対象者                   | 日数  | 50cc車での参加 | ヘルパー随行 |
| ---------- | ------------------------ | ----- | -------------- | ------------ |
| サンムトリ | 中級者                   | 1日間 | 不可           | 不可         |
| 2デイズ    | 上級者 （1名のみで参加） | 2日間 | 不可           | 不可         |

## 開催地
岩手県北部の奥中山高原（クラシック・ヒームカクラスのスタート/ゴール地点）と安比高原（ブドリ・ネリクラスのスタート/ゴール地点）を拠点とし、北緯40度線に沿う11市町村（八幡平市、二戸市、岩手町、一戸町、盛岡市、葛巻町、久慈市、岩泉町、普代村、野田村、田野畑村）を経由するコースで行われる。

## テレビ放送
毎年、テレビ岩手の制作による番組が放送されている。2006年は岩手県内民放の地上デジタル放送開始記念特別番組として放送された。なお、2013年大会は開催中に発生した参加者の死亡事故のため、テレビ放映を中止している。
また、以下のNNS系列各局でも放送される。
- 青森放送
- 秋田放送
- ミヤギテレビ
- 福島中央テレビ
- 山形放送

## 参考書籍
- イーハトーブの森を駆けて （イーハトーブトライアル実行委員会発行。20周年を記念して出版したもの。ISBNなし）